# Aaron Egbele
Aaron Egbele (* 29. Januar 1979 in Benin City) ist ein nigerianischer Sprinter.
Bei den Leichtathletik-Weltmeisterschaften 2003 in Paris startete er im 100-Meter-Lauf und im 200-Meter-Lauf, schied jedoch jeweils in der Vorrunde aus.
Den bedeutendsten Erfolg seiner Karriere feierte er bei den Olympischen Spielen 2004 in Athen. Gemeinsam mit Olusoji Fasuba, Uchenna Emedolu und Deji Aliu war er Mitglied der nigerianischen 4-mal-100-Meter-Staffel, die in einer Zeit von 38,23 s die Bronzemedaille hinter den Mannschaften aus Großbritannien und den Vereinigten Staaten gewann.
Aaron Egbele hat bei einer Körpergröße von 1,70 m ein Wettkampfgewicht von 70 kg.

## Bestleistungen
- 100 m: 10,11 s, 24. April 2004, Fort-de-France
- 200 m: 20,54 s, 4. Mai 2002, El Paso (Texas)
- 60 m (Halle): 6,65 s, 10. Februar 2001, Ames (Iowa)